# Norwegian Long Haul
Norwegian Long Haul AS byla dceřiná společnost norské letecké společnosti Norwegian Air Shuttle. Byla založena 1. ledna 2012 a provozovala lety do Evropy, Asie a Spojených států flotilou letounů Boeing 787. Byla registrována v Dublinu a měla sídlo v Bærumu na poloostrově Fornebu. 14. ledna 2021 oznámila společnost ukončení činnosti.

## Původní flotila
V září 2018 se ve flotile Norwegian Long Haul nacházelo 22[zdroj⁠?!] letounů s průměrným stářím 3 roky:
| Letadlo      | Počet | Objednávky | Cestující | Cestující | Poznámky |
| Letadlo      | Počet | Objednávky | Y         | Celkem    | Poznámky |
| ------------ | ----- | ---------- | --------- | --------- | -------- |
| Boeing 787-8 | 08    | 0          |           | 292       |          |
| Boeing 787-9 | 12    | 10         |           | 344       |          |
| Celkem       | 20    | 10         |           |           |          |